# Любохонская волость
Любохо́нская волость — административно-территориальная единица в составе Брянского уезда Орловской губернии (с 1921 – Бежицкого уезда Брянской губернии).
Административный центр — село (ныне пгт) Любохна.

## История
Волость образована в ходе реформы 1861 года; являлась одной из крупнейших в уезде по площади и населению. Охватывала промышленно развитые территории к северу от Брянска и Бежицы. Свыше ¾ территории волости занимали леса.
В 1918-1922 гг. из Любохонской волости была временно выделена Дорожовская волость.
В ходе укрупнения волостей, в мае 1924 года Любохонская волость была упразднена, а её территория почти полностью вошла в состав Дятьковской волости. Два сельсовета (Новониколаевский и Умысличский) были отнесены к Жуковской волости.
Ныне территория бывшей Любохонской волости разделена между Дятьковским и Брянским районами Брянской области.

## Административное деление
В 1920 году в состав Любохонской волости входили следующие сельсоветы: Будянский, Верховский, Дарковичский, Дубровский, Колядчинский, Липовский, Любохонский, Неверской, Пастушенский, Радицкий, Слободищенский, Стекляннорадицкий, Чайковичский, Чугуннорадицкий, Шибенский, Щученский.